# Diodora jaumei
Diodora jaumei är en snäckart som beskrevs av Carlos Guillermo Aguayo och Alfred Rehder 1936. Diodora jaumei ingår i släktet Diodora, och familjen nyckelhålssnäckor. Inga underarter finns listade.